# Łyżeczkowanie macicy

Łyżeczkowanie macicy - rycina w przekroju strzałkowym

Łyżeczkowanie (wyłyżeczkowanie, frakcjonowane skrobanie lub abrazja) ścian kanału szyjki macicy i jamy macicy, pot. skrobanka (łac. abrasio endocervicis et uteri, excochleatio) – operacja polegająca na rozszerzeniu szyjki macicy i usunięciu zawartości macicy. Wymaga wykonania znieczulenia ogólnego. Wykonywana w celach terapeutycznych i diagnostycznych, a także jako metoda aborcji w pierwszym trymestrze ciąży. Powikłaniem zabiegu może być zespół Ashermana (powstanie zrostów w obrębie macicy); ryzyko wynosi 30,9% po wykonaniu łyżeczkowania w przypadku poronienia, a 25% po wykonaniu łyżeczkowania 1–4 tygodnie po porodzie. Regeneracja endometrium po łyżeczkowaniu może trwać do 5 dni.

## Wskazania
Łyżeczkowanie ścian kanału szyjki macicy i jamy macicy wykonuje się w przypadku nieprawidłowych krwawień z macicy, krwawień w okresie pomenopauzalnym, niekompletnego poronienia, hemato-, muco- i piometry, w celach diagnostyki niepłodności i ciąży ektopowej.